# Vermaak door Oefening
Schaakgenootschap Vermaak door Oefening (1821–1877) was een 19e-eeuwse schaakvereniging in de Zuid-Hollandse stad Rotterdam. Het was de eerste schaakclub in deze havenstad.

## Geschiedenis
Vermaak door Oefening in 1821 in Rotterdam opgericht en was daarmee de eerste schaakvereniging in de stad. 
Het genootschap maakte deel uit van de organisatie die in 1861 Adolf Anderssen naar Nederland wist te halen en hem ertoe bracht een dag lang met eenieder te spelen die het met hem wilde opnemen. Als dank voor die inzet werd Anderssen erelid van de vereniging gemaakt.
In 1876 ging Vermaak door Oefening op in een organisatie dat in het Rotterdamsch Leeskabinet speelde. Een deel van de organisatie ging in 1894 op in het toen opgerichte Nieuwe Rotterdamsche Schaakvereeniging (NRSV, 1894–1900) en een deel richtte aan het eind van datzelfde jaar het Rotterdamsch Schaakgenootschap (1894–1924) op.

## Bekende leden
- Charles Dupré, prominente speler en bestuurslid
- Adolf Anderssen, erelid